# Trombidiidae
Trombidiidae är en familj av spindeldjur. Trombidiidae ingår i ordningen kvalster, klassen spindeldjur, fylumet leddjur och riket djur.
Familjen innehåller bara släktet Trombidium.